# Amphiongia chordophoides
Amphiongia chordophoides är en fjärilsart som beskrevs av Lucas 1892. Amphiongia chordophoides ingår i släktet Amphiongia och familjen nattflyn. Inga underarter finns listade i Catalogue of Life.